# Њу Лебанон (Пенсилванија)
Њу Лебанон (енгл. New Lebanon) град је у америчкој савезној држави Пенсилванија.

## Демографија
По попису из 2010. године број становника је 188, што је 17 (-8,3%) становника мање него 2000. године.
| Група             | 2000.       | 2010.       |
| Белци             | 204 (99,5%) | 181 (96,3%) |
| Афроамериканци    | 0 (0,0%)    | 1 (0,5%)    |
| Азијати           | 0 (0,0%)    | 0 (0,0%)    |
| Хиспаноамериканци | 0 (0,0%)    | 1 (0,5%)    |
| Укупно            | 205         | 188         |